# 葉柳珊瑚科
葉柳珊瑚科(學名:Pterogorgiidae)是軟珊瑚目底下的一個科。它主要分布在热带大西洋海域，其中一个物种生活在热带印度洋-太平洋海域的浅海地区。葉柳珊瑚科以浮游生物為食。